# New Arrival
New Arrival es la reedición del tercer álbum de estudio de A-Teens, Pop 'Til You Drop! (2002). Salió a la venta en enero de 2003, seis meses después del lanzamiento de su álbum madre. Como Pop 'Til You Drop! sólo se publicó en Norteamérica y Argentina, el álbum se comercializó como el tercer álbum del grupo fuera de estos territorios.
El álbum consta de siete canciones publicadas anteriormente en Pop 'Til You Drop! junto con seis nuevas canciones inéditas. El álbum también incluye el sencillo de 2001 Heartbreak Lullaby. El título del álbum es una referencia y una dedicatoria al cuarto álbum de estudio de ABBA de 1976, Arrival.

## Antecedentes
Marie dijo: "Queríamos presentar un álbum totalmente nuevo para el mercado europeo, porque algunos de nuestros fans más acérrimos ya importaban Pop 'til You Drop!, así que queríamos darles algo nuevo". El álbum incluye los temas extra "Can't Help Falling in Love" (también incluido en Pop 'Til You Drop! y en la Banda sonora de Lilo & Stitch) y la versión balada de "Heartbreak Lullaby". La edición japonesa del álbum incluye la canción de Pop 'til You Drop! "Hi and Goodbye". 
El álbum incluye varias versiones. En particular, se grabó "One Night in Bangkok" de Murray Head, compuesta originalmente por los miembros de ABBA Benny Andersson y Björn Ulvaeus junto con Tim Rice. Otras versiones incluidas en el álbum son "Shame, Shame, Shame" de Shirley & Company y "The Letter" de The Box Tops. 
Los A-Teens participaron en la composición de este álbum y en el diseño de las ilustraciones. El primer sencillo "Floorfiller" se publicó en octubre de 2002 en Europa. En Suecia, el álbum alcanzó el número cuatro en la lista de álbumes. El álbum se publicó en el verano de 2003 en Alemania con un éxito mínimo.

## Lista de Canciones
| N.º   | Título                                | Duración |  |
| 1.    | «Floorfiller»                         | 3:13     |  |
| 2.    | «Have a Little Faith in Me»           | 3:03     |  |
| 3.    | «Shame Shame Shame»                   | 2:52     |  |
| 4.    | «Let Your Heart Do All the Talking»   | 3:24     |  |
| 5.    | «A Perfect Match»                     | 3:00     |  |
| 6.    | «The Letter»                          | 2:55     |  |
| 7.    | «Cross My Heart»                      | 3:35     |  |
| 8.    | «In the Blink of an Eye»              | 3:30     |  |
| 9.    | «School's Out» (con Alice Cooper)     | 3:02     |  |
| 10.   | «Closer to Perfection»                | 3:10     |  |
| 11.   | «Shangri-La»                          | 3:14     |  |
| 12.   | «One Night in Bangkok»                | 3:31     |  |
| 13.   | «Can't Help Falling in Love»          | 3:05     |  |
| 14.   | «Heartbreak Lullaby» (Ballad Version) | 4:08     |  |
| 46:10 |                                       |          |  |

| Japan edition bonus track |                  |          |  |
| N.º                       | Título           | Duración |  |
| 15.                       | «Hi and Goodbye» | 4:13     |  |

## Charts

### Weekly charts
| Chart (2003)                  | Peak position |
| ----------------------------- | ------------- |
| Alemania (Offizielle Top 100) | 95            |
| Suecia (Sverigetopplistan)    | 4             |
| Suiza (Schweizer Hitparade)   | 91            |